# Томас Јанг
Томас Јанг (енгл. Thomas Young; Милвертон, 13. јун 1773 — Лондон, 10. мај 1829) је био енглески професор, научник, физичар, лекар и астроном. Боравио је у Лондону где је радио као лекар и заинтересовао се за медицинску оптику, због чега је почео да студира физику. Објавио је многе радове из физике, медицине, астрономије, физиологије, геофизике и других подручја.
У делу „Скице и експериметни у веси са звуком и светлошћу” критикује корпускуларну теорију светлости и уводи валну теорију, помоћу које 1802. године разјашњава интерферацију светлости. 1817. поставља хипотезу о трансверзалној природи валова светлости, због чега касније објашњава поларизацију. Дао је радове и с подручја теорије еластицитета, па се према њему модул еластичности назива Јангов модул (константа пропорционалности између силе напрезања и релативног издужења еластичног тела).
Томас Јанг је такође студирао језике и умногоме допринео разјашњавању египатских хијероглифиа.

## Биографија
Родио се 13. јуна 1773. године као последњи од десет деце у породици квекера у Милвертону у Самерсету.. У детињству се истицао необичним талентом за језике и у четрнаестој години он је владао енглеским, француским, латинским, старогрчким, хебрејским, сиријским, арамејски, амхарским, турским, арапским и персијским језицима.
Године 1792. се уписао на студије медицине у Лондону, а од 1794. када је био изабран за члана Краљевског друштва („Royal Society“) наставио је студије у Единбургу а касније у Гетингену где је 1796. године добио докторску титулу из физике. У години 1797. прешао је на студијум у Кембриџу и те године је наследио свога стрица и тако је постао финансијски независан. Преселио се у Лондон 1799. године и ту је радио као лекар. У страху за своје име све своје радове је објављивао анонимно.
Године 1801. био је Јанг именован за професора „природне философије“ на Ројал институцији. Следеће године је иманован за секретара за иностране односе Краљевског друштва. Године 1803. се одрекао звања професора јер се бојао да се не може довољно да посвети лекарској пракси.
Године 1811. наступио је као лекар у болници Светог Ђорђа. 1814. године је био члан комисије која је имала да испитује ризике плинског осветљења у Лондону а 1816. године је био члан комисије која је требало да одреди дужину клатна чија периода треба да траје две секунде које је требало да одреди месну вредност гравитационог убрзања.
Неколико године пре смрти се бавио питањима из житотног осигурања.

## Истраживања и теорије
У делу Скице и екперименти у вези са с звуком и светлошћу критикује корпускуларну теорију светлости и уводи таласну теорију. Помоћу таласне теорије разјаснио је интерференцију светлости. У писму упућеном француском физичару Франсои Арагу поставља хипотезу о транверзалној природи таласа светлости. Дао је радове с подручја теорије еластичности, те се према њему модул еластичности назива Јангов модул еластичности. Јанг се бавио истраживањем вида и теорије боја, и сматра га се утемељитељем физичке оптике. Године 1793, објаснио је начин на који се око прилагођава на различите удаљености зависно од промене закривљености сочива. Године 1801. први је објаснио астигматизам. Представио је хипотезу која објашњава перцепцију боја, односно да зависи о три врсте живчаних влакана у мрежници, која реагују на црвену, зелену и љубичасту светлост. Теорију је касније развио Херман фон Хелмхолц (Јанг-Хелмхолцова теорија), експериментално је доказана 1959.

### Јангов модул еластичности
Јангов модул еластичностиi (знак E) је физичка величина која описује колико се издужена еластична тела скраћују или продужавају под деловањем силе зависно од материјала од којега су начињена; однос је напрезања под деловањем затезне силе и релативне промене дужине (деформација):
{\displaystyle E={\frac {\sigma }{\varepsilon }}={\frac {F}{A}}\cdot {\frac {\Delta L}{L_{0}}}}
где је: σ - напрезање, ε - линеарна еластична деформација, F - затезна сила, A - раван почетног попречног пресека, ΔL - промена дужине,  - почетна дужина. Мерна је јединица Паскал (Pa). Што је мањи модул еластичности, уз исто напрезање, већа је деформација тела (Хуков закон).

### Интерференција таласа
Интерференција таласа је међуделовање два или више таласа (редовито једнаке таласне дужине) који истодобно пролазе кроз исти простор. Збива се код свих таласа (еластичних, електромагнетних, таласа на води) и генерално код свих периодичних кретања. Амплитуда резултантног таласа може бити већа или мања од амплитуда појединих изворних таласа, што зависи од односу међу њиховим фазама. На пример два интерферирајућа таласа једнаке таласне дужине, амплитуде и фазе појачавају се, а ако су један према другом у фази помакнути за половину таласне дужине, њихово се деловање поништава. Интерференција се може запазити само ако у свакој тачки простора у којем се шире интерферирајући таласи постоји стална разлика у фази међу тим таласима (услов кохерентности), јер се тиме осигурава стални просторни распоред минимума и максимума резултантног таласа (интерференцијска слика). Њутнови прстенови и пруге интерференције примери су интерференцијских слика насталих слагањем кохерентних снопова светлости. Будући да размаци међу минимумима и максимумима интерференцијске слике зависе од таласне дужине интерферирајућих таласа, могуће је, мерећи те размаке, одредити таласну дужину; обрнуто, када се познаје таласна дужина, могу се одредити и размаци (интерферометар).

## Језици
У његовом чланку Језици који је написао за Енциклопедију Британику, Јанг је упоредио граматику и вокабулар 400 језика. У другом раду из 1813. увео је појам индоевропски језици, 165 година након предлога холандског језикословаца Маркуса Зуериуса фон Бокшорна (1647).

### Египатски хијероглифи
Јанг је такође радио на дешифровању египатских хијероглифа, што га сврстава међу пионире египтологије. Свој рад темељио је на поставкама Силвестра де Сакија и Швеђанина Акерблада, који је поставио демотски алфабет од 29 слова, погрешно верујући да је демотски искључиво фонетски (алфабетски). До године 1814. Јанг је у потпуности превео демотски текст камена из Розете, користећи листу од 86 демотских речи. Јанг је потом проучавао хијероглифски алфабет, али погрешно је веровао да се ради о једноставном преводу, није уочио да се ради о парафразираном тексту. Године 1823. објавио је Извештај о новијим открићима у хијероглифској књижевности и египатским старинама, а неки од Јангових закључака појавили су се у знаменитом чланку Египат који је написао за Енциклопедију Британику 1818. Кад је француски језикословац Жан Франсоа Шамполион објавио свој превод хијероглифа, Јанг га је поздравио али је утврдио да је Шамполионов систем базиран на његовим чланцима. Међутим Шамполион је то одбацио и није био вољан да припише заслуге Јангу. У наредном раздобљу, у складу с политичким тензијама, Велика Британија подупирала је Јанга, а Французи Шамполиона. Премда је Шамполионово разумевање граматике египатског писма указивало на грешке видљиве и код Јанга, устрајао је у тврдњи да је сам дешифровао хијероглифе. Међутим након 1826, кад је Шамполион постао кустос Лувра, понудио је Јангу приступ демотским рукописима.

## Оставштина
Каснији стручњаци и научници ценили су Јангов рад чак и кад су га познавали само према постигнућима на њиховом подручју. Његов савременик сер Џон Хершел назвао га је оригиналним генијем. Алберт Ајнштајн указао му је почаст 1931. у предговору Њутнове Оптике. Међу научницима који су му се дивили били су физичари, добитници Нобелове награде Џон Вилијам Страт (1904) i Филип Ворен Андерсон (1977).